# Flyg- och rymdteknik
Flyg- och rymdteknik är en gren av ingenjörsvetenskapen som handlar om utveckling och tillverkning av flygmaskiner och rymdfarkoster med mera.
Flyg- och rymdteknik kan delas upp i två överlappande grenar:
- Aeronautik (luftfartsteknik och flygteknik) – befattar sig med färdmedel och farkoster som rör sig inom jordens atmosfär
- Astronautik eller kosmonautik (rymdfartsteknik) – befattar sig med färdmedel och farkoster som rör sig inom, mellan och utanför atmosfärer

Problem som flyg- och rymdtekniken löser handlar bland annat om hur förändringar i lufttryck och -temperatur påverkar farkosten, och hur den klarar av laster. För att lösa problemen tillämpas bland annat aerodynamik, avionik (flygelektronik), materialvetenskap och motorteknik.
På engelska används termen rocket science som ett vardagligt samlingsbegrepp för de här olika teknikerna. En svensk översättning som använts för det samlingsbegreppet är raketfysik; bland annat har det använts för begreppets nyttjande som benämning för "komplicerad vetenskap".